# Železov(II) oksid
Železov(II) oksid ali fero oksid je eden od železovih oksidov s formulo FeO. Njegov mineral se imenuje vustit. Je črn prah in se včasih zamenjuje z rjo, ki je sicer sestavljena iz hidriranega železovega(III) oksida (feri oksida). Železovi(II) oksidi spadajo v družino nestehiometričnih spojin, za katere je značilno pomanjkanje železa. V železovem(II) oksidu se giblje od  Fe0,84O do Fe0,95O.

## Priprava
FeO se lahko pripravi s termičnim razpadom železovega(II) oksalata:
FeC2O4 → FeO + CO2 + CO
Postopek se mora izvesti v inertni atmosferi, ker sicer nastane železov(III) oksid. Na podoben način se pridobivata tudi manganov(II) oksid in kositrov(II) oksid.
Stehiometrični FeO se lahko pripravi s segrevanjem Fe0,95O s kovinskim železom pri 770 °C in  36 kbar.

## Reakcije
Železov(II) oksid je pri temperaturah pod 575 °C termodinamsko nestabilen in teži k disproporcionaciji na kovinsko Fe in Fe3O4:
4FeO → Fe + Fe3O4

## Zgradba
FeO kristalizira v kubičnem kristalnem sistemu, v katerem so železovi atomi oktaedrično koordinirani z atomi kisika. Nestehiometrija se pojavi verjetno zaradi enostavne oksidacije Fe(II) v Fe(III), ki učinkovito nadomesti majhen del Fe(II) z dvema tretjinama dela Fe(III). Slednji zasede tetraedrični položaj v gostem skladu oksidne kristalne rešetke.
Pri temperaturah pod 200 K se zgodi manjša sprememba zgradbe, ki spremeni simetrijo romboedra, in snov postane antiferomagnetna.

## Nahajališča
FeO sestavlja približno 9 % Zemljinega plašča. V plašču bi lahko bil električno prevoden, s čimer bi se morda lahko pojasnilo motnje v Zemljini rotaciji, ki se ne ujemajo s sprejetimi modeli lastnosti Zemljinega plašča.

## Uporaba
Železov(II) oksid se uporablja kot pigment. Njegova uporaba je dovoljena tudi v kozmetiki in nekaterih črnilih za tetoviranje. V akvaristiki se uporablja za filtriranje fosfatov. 